# Samba Yonga
Samba Yonga là một nhà báo và nhà tư vấn truyền thông Zambian. Cô đã làm việc một thời gian dài với tư cách là biên tập viên cho Big Issue Zambia và đã viết cho một số ấn phẩm khác. Yonga là người sáng lập Ku-Atenga Media, một công ty tư vấn truyền thông và được mệnh danh là một trong những "Phụ nữ có sức mạnh 40" của Destiny tại Châu Phi năm 2017.

## Sự nghiệp
Samba Yonga lần đầu tiên quan tâm đến báo chí sau khi cô giành được giải thưởng cho một truyện ngắn mà cô đã viết. Cô học đại học và trong khi làm việc bán thời gian cho một tờ báo địa phương. Sau khi tốt nghiệp Yonga tìm thấy công việc phát triển ý tưởng cho các chương trình TV và đài phát thanh. Sau đó, cô được bổ nhiệm để điều hành tạp chí giới trẻ Trendsetters. Yonga cũng đã viết cho tạp chí Okay Africa và The Guardian. Yonga là giám đốc biên tập của tạp chí The Big Issue Zambia, được ra mắt bởi International Network of Street Papers vào năm 2007  Tạp chí được xuất bản ở sáu quốc gia và Yonga thường xuyên đến thăm những nơi này.
Yonga đã thành lập một công ty tư vấn truyền thông, Ku-Atenga Media, từ từ "tạo ra" trong Luvale, ngôn ngữ mẹ đẻ của cô. Không lâu sau, cô rời Zambia để học thạc sĩ về truyền thông toàn cầu và truyền thông dịch thuật tại Đại học London. Khi trở về, cô bắt đầu mở rộng Ku-Atenga, cung cấp dịch vụ tư vấn về chiến lược truyền thông. Công ty hiện đang thực hiện công việc cho các khách hàng trong nước và quốc tế, bao gồm chính phủ Zambian, Liên minh châu Âu và Liên hợp quốc.
Yonga bắt đầu những câu chuyện về những tiếng nói im lặng để nghiên cứu và xuất bản những câu chuyện về phụ nữ châu Phi từ lịch sử. Dự án được thực hiện cùng với Kvinnohistoriskt museum, một bảo tàng lịch sử của phụ nữ ở Thụy Điển và nhà hoạt động Zule Mulenga Kapwepwe. Yonga đã phát triển dự án thành Bảo tàng Lịch sử Phụ nữ Zambian, ban đầu chỉ là một sản phẩm trực tuyến nhưng với mục đích có một vị trí thực tế để cho phép trưng bày các đồ tạo tác do dự án thu thập.
Yonga viết một blog trên WordPress. Cô được mệnh danh là một trong những "Phụ nữ có sức mạnh 40" của Destiny tại Châu Phi năm 2017.